# Jean Margulies
Jean „Schani“ Margulies (* 7. April 1939; † 29. September 2015) war ein österreichischer Politiker und Gewerkschaftsfunktionär. Er war Abgeordneter zum Landtag und Mitglied des Wiener Gemeinderats. 

## Leben
Margulies war der Sohn von Ida und Moritz Margulies. Seine Mutter entstammte einer frommen jüdischen Familie und war in der linkssozialistischen jüdischen Jugendorganisation Haschomer Hazair aktiv. Dort lernte sie 1929 Moritz Margulies kennen; beide engagierten sich in der Folge ab 1930 in der Kommunistischen Partei. Im Zuge des Februaraufstandes 1934 wurden Margulies' Eltern verhaftet und inhaftiert. Nach der Entlassung flüchteten sie in die Tschechoslowakei und später in die Schweiz und weiter nach Brüssel. Nach dem Einmarsch der Wehrmacht in Belgien flüchteten Ida und Moritz Margulies mit dem einjährigen Jean nach Frankreich, wo die Familie zunächst in Lagern und illegalen Unterkünften lebte. Ab 1942 musste Jean bei einer Lehrerin versteckt leben, während seine Eltern mit gefälschten Papieren im Widerstand aktiv waren. Seine Mutter wurde kurz vor Kriegsende enttarnt und entging dem Abtransport in ein Konzentrationslager nur durch die Befreiung von Paris durch die Alliierten. In der Folge kehrte die Familie Margulies nach Wien zurück. Moritz Margulies starb 1964.
Ida Margulies engagierte sich auch nach dem Krieg in der Kommunistischen Partei, während Jean Margulies in der Freien Österreichischen Jugend (FÖJ) aktiv wurde. Er arbeitete in der Gewerkschaftsorganisation Gewerkschaftliche Einheit (GE) mit, wo er auch viele Jahre als Sekretär arbeitete, und gehörte zu den Mitbegründern der Gewerkschaft der Alternativen und Unabhängigen GewerkschafterInnen (AUGE/UG). Dort hatte er bis 1990 die Funktion des Bundessekretärs inne. Ab Mitte der 1980er Jahre engagierte er sich in der Grün-Bewegung, wobei er zwischen 1991 und 1996 Wiener Landtagsabgeordneter war. Bis zuletzt arbeitete er in der AUGE/UG und bei den Wiener Grünen mit. In der AUGE/UG hatte er bis zu seinem Tod die Funktion des Rechnungsprüfers inne, bei den Wiener Grünen stand er für die Landtags- und Gemeinderatswahl 2015 auf dem 100. Platz der Landesliste.
Jean Margulies war der Vater des Politikers Martin Margulies. Er verstarb nach kurzer schwerer Krankheit am 29. September 2015. Er wurde am Friedhof der Feuerhalle Simmering bestattet (Abt. 7, Ring 2, Gruppe 6, Nr. 13).